# Cuccuru Nuraxi

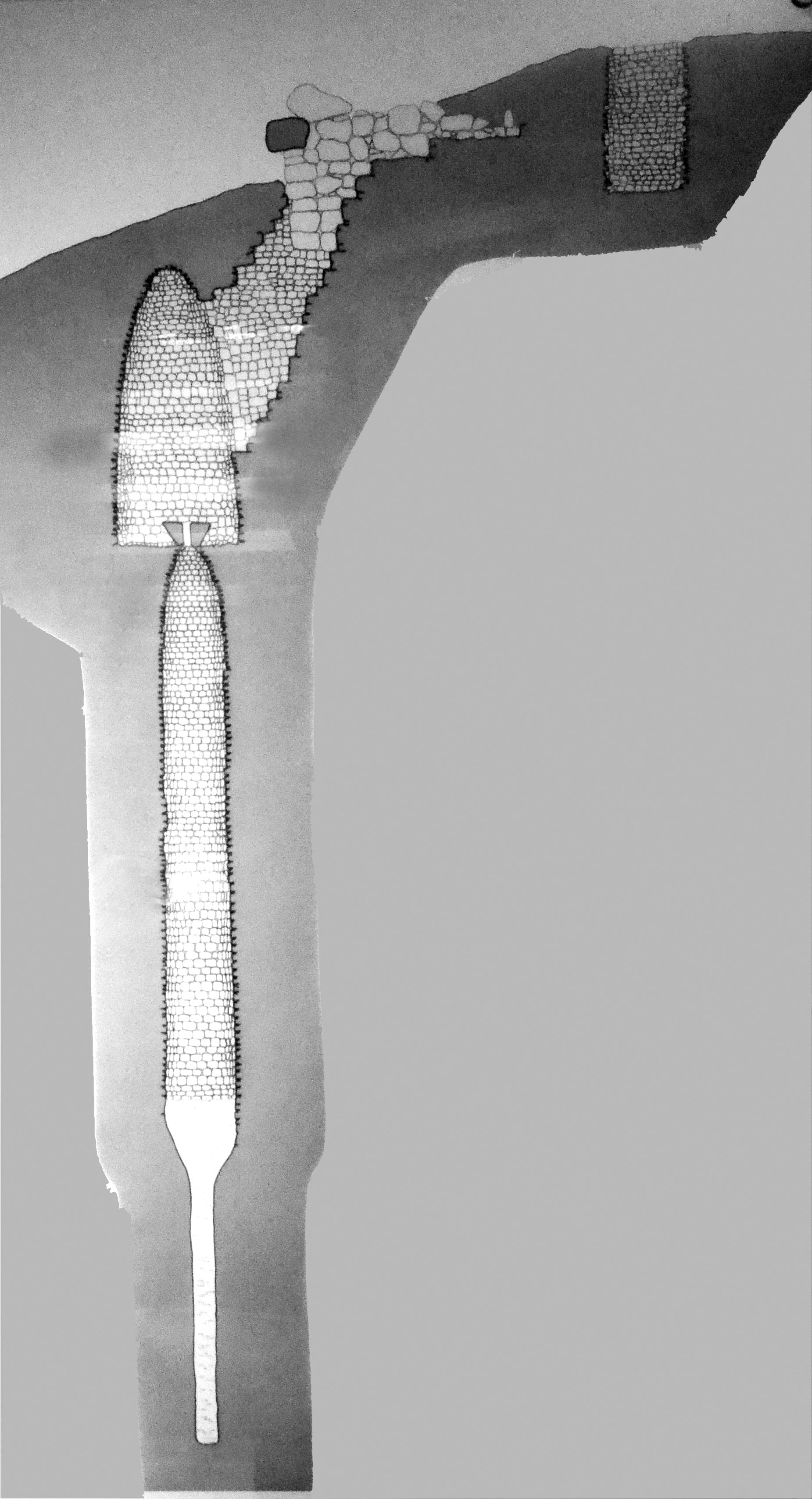
Cuccuru Nuraxi - Schema

 Das Brunnenheiligtum (italienisch Pozzo sacro) auf dem Cuccuru Nuraxi (auch Kukkuru Nuraxi genannt) liegt bei Settimo San Pietro nördlich von Cagliari auf Sardinien. Die nuraghische Brunnenanlage liegt auf einem Hügel (südwestlich des Campo Sportivo) der durch ein Metallkreuz markiert wird. Der Komplex umfasst die Ruinen einer Nuraghe, in Verbindung mit dem Brunnen und seinem Tempel, mit einer Favissa (Grube zur Deponierung unbrauchbar gewordener Kultgeräte). Er wurde in den Jahren 1960–1961 von Enrico Atzeni ausgegraben.

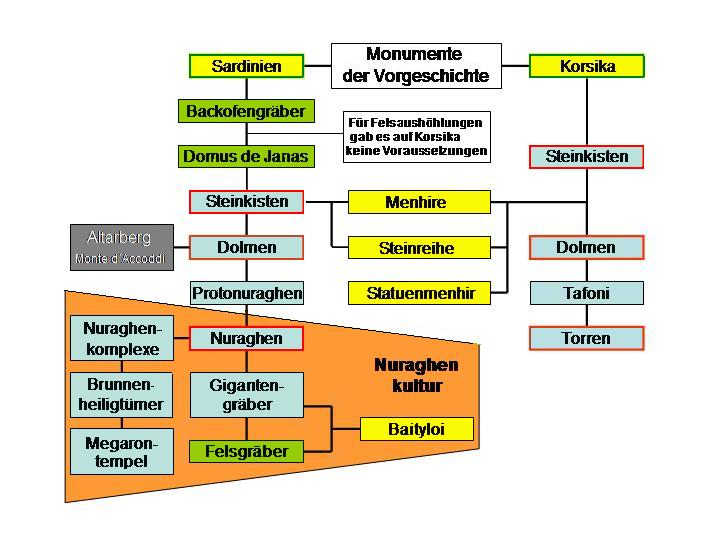
Typenreihe sardisch-korsischer Monumente

Der Tempelbereich ist aus megalithischen Blöcken erstellt. Er bildet den Eingang zum Brunnen. Er hat oberirdisch etwa drei Meter Durchmesser und eine Höhe bis zu 1,5 m und ist unterirdisch etwa drei Meter tief. Der Vorraum des Tempels ist nicht gut erhalten. Eine steile Treppe führt nicht ganz zu einer 10 m tief im Boden gelegenen 5,75 m hohen Tholos. Die fehlenden etwa 2 Meter der Treppe müssen durch eine Holzleiter überbrückt worden sein.
Auf dem Boden der Tholos von etwa 2,5 m Durchmesser liegt, dezentrisch, der mit einem kreisförmigen monolithischen Ring sauber gefasste Zugang zum eigentlichen Brunnenschacht. Der sich anschließende zylindrische nach unten erweiternde Teil hat knapp zwei Meter Durchmesser und ist etwa 12 m tief, bevor er in einen wesentlich engeren, in den Fels gehauenen Siphon übergeht, der weitere 10 m in die Tiefe führt. Zur Datierung des tiefsten Brunnens der Insel fanden sich Spuren die zwischen der späten Bronzezeit und frühen Eisenzeit liegen. Die gefundenen Keramiken reichen vom 13. bis 11. Jahrhundert v. Chr. bis in die phönizische Zeit (7. Jahrhundert v. Chr.). 
200 m vom Nuraghen entfernt waren zuvor Steingräber der Nuraghenkultur entdeckt worden, von denen eines mehr als zehn Personen und Grabbeigaben enthielt, darunter eine silberne Platte und 179 Perlen.